# Frankfurter Allee
Die Frankfurter Allee ist einer der ältesten Verkehrswege von Berlin. Sie ist die Verlängerung der Karl-Marx-Allee in Richtung Frankfurt (Oder), Teil der wichtigen Bundesstraßen B 1 (die ehemalige Reichsstraße 1) und B 5 und hat eine Länge von rund 3,6 Kilometer.

## Geschichte

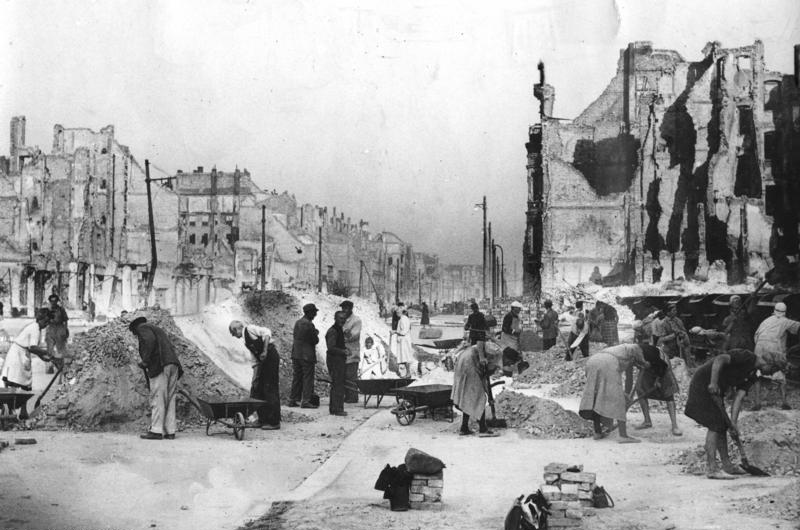
Wiederaufbau nach dem Zweiten Weltkrieg

Im Jahr 1708 ließ Markgraf Albrecht Friedrich von Brandenburg-Schwedt die Straße als Heerweg anlegen. Von 1824 bis 1872 hieß die Straße Frankfurter Chaussee entsprechend der Richtung von Alt-Berlin nach Frankfurt an der Oder. Das Stück zwischen dem damaligen Frankfurter Tor und der Grenze von Berlin (Ringbahn) wurde am 20. September 1872 infolge einer Kabinettsorder in Frankfurter Allee umbenannt. 1914 kam der Lichtenberger Abschnitt hinzu. Weitere östliche Abschnitte der Straße nach Frankfurt (Oder) erhielten später eigene Namen: Alt-Friedrichsfelde, Alt-Biesdorf, Alt-Kaulsdorf und Alt-Mahlsdorf. Hinter der heutigen Berliner Stadtgrenze heißt der Verkehrsweg in der brandenburgischen Gemeinde Hoppegarten Berliner Straße.
Zum 70. Geburtstag von Josef Stalin im Jahr 1949 wurde die Frankfurter Allee einschließlich der westlich anschließenden Großen Frankfurter Straße in Stalinallee umbenannt. Im Zuge der Entstalinisierung in der DDR erhielt 1961 der westliche Teil der Stalinallee – vom Alexanderplatz bis zum (neuen und östlicheren) Frankfurter Tor – den Namen Karl-Marx-Allee; der Teil vom Frankfurter Tor bis Alt-Friedrichsfelde wurde in Frankfurter Allee rückbenannt.
Während der Schlacht um Berlin im April 1945 war die Straße einer der Hauptwege, auf denen die Rote Armee in das Regierungsviertel rund um die Wilhelmstraße und den Reichstag vorstieß. Bei diesen Kampfhandlungen und den vorhergehenden alliierten Luftangriffen wurden sehr viele Häuser zu beiden Seiten zerstört, neben zahlreichen Mietswohnhäusern unter anderem die Maschinenfabrik H. F. Eckert (ehemals: Frankfurter Allee 136–141), eine Filiale der Likörfabrik Mampe (ehemals: Frankfurter Allee 268), ein großes Kaufhaus an der Ecke Möllendorffstraße und große Teile des Bahnhofs Lichtenberg.
Mit der Arbeit vieler Trümmerfrauen und dem Einsatz einer Trümmerbahn konnten die Ruinen mit großem Aufwand bis Mitte der 1950er Jahre beseitigt werden. In die Lücken setzte man nach und nach neue Wohnbauten, Straßenecken wurden teilweise zu kleinen Grünanlagen umgestaltet. Der Abschnitt zwischen Frankfurter Tor und Proskauer-/Niederbarnimstraße wurde in den 1950er Jahren als Teil des DDR-Prachtboulevards Stalinallee neu aufgebaut.

## Lage im Stadtraum
Die Frankfurter Allee ist zusammen mit der Karl-Marx-Allee eine der sieben nach Norden und Osten führenden radialen Ausfallstraßen, die vom historischen Zentrum der Stadt am Alexanderplatz ausgehen. Diese sind im Uhrzeigersinn:
- Brunnenstraße
- Schönhauser Allee
- Prenzlauer Allee
- Otto-Braun-Straße – Greifswalder Straße
- Landsberger Allee
- Karl-Marx-Allee – Frankfurter Allee
- Holzmarktstraße – Mühlenstraße – Stralauer Allee

## Straßenverlauf

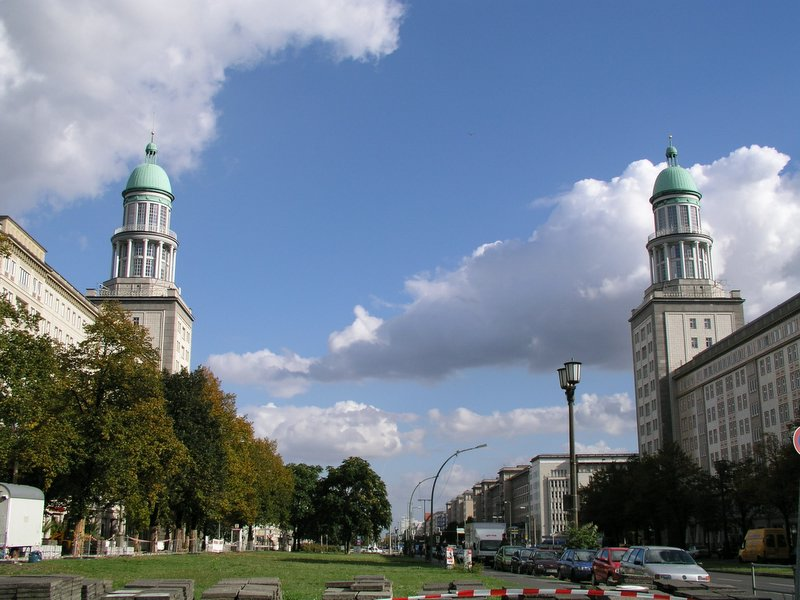
Blick von der Karl-Marx-Allee in die Frankfurter Allee mit dem Frankfurter Tor

Die Frankfurter Allee beginnt westlich am Frankfurter Tor. Sie verläuft geradlinig ostwärts durch die Bezirke Friedrichshain-Kreuzberg und Lichtenberg und geht an der Einmündung der Rosenfelder Straße in die Straße Alt-Friedrichsfelde über. Die Häuser folgten in West-Ost-Richtung der Hufeisennummerierung, bis 1914 von der Nordseite zur Südseite, danach von der Südseite zur Nordseite. Seit 1929 gilt die wechselseitige Nummerierung.
Wichtige Querstraßen sind
- der Straßenzug Petersburger Straße–Warschauer Straße am Frankfurter Tor
- der Straßenzug Möllendorffstraße–Gürtelstraße am S- und U-Bahnhof Frankfurter Allee
- der Straßenzug Skandinavische Straße–Weitlingstraße am S- und U-Bahnhof Lichtenberg unter der Lichtenberger Brücke

## Verkehr
Die Frankfurter Allee besteht aus je drei, streckenweise vier Fahrstreifen in beiden Richtungen. Sie ist Teil der hier auf gemeinsamer Trasse verlaufenden Bundesstraßen B 1/B 5 und ist sowohl für den Individual- als auch für den öffentlichen Personennahverkehr von Bedeutung.

### Öffentlicher Personennahverkehr
Die Frankfurter Allee wird auf der gesamten Länge von der U-Bahn-Linie U5 unterfahren. Diese wurde am 21. Dezember 1930 mit den Stationen Petersburger Straße (heute: Frankfurter Tor), Samariterstraße, Frankfurter Allee, Magdalenenstraße und Lichtenberg eröffnet. Bis 1945 befuhr die Straßenbahn die Straße ebenfalls auf der gesamten Länge. Heute wird sie lediglich am U-Bahnhof Frankfurter Tor von den Linien M10 und 21 sowie am S- und U-Bahnhof Frankfurter Allee von den Linien M13 und 16 gekreuzt.
An der Bezirksgrenze zwischen Friedrichshain-Kreuzberg und Lichtenberg kreuzt die Ringbahn die Straße. Der S-Bahnhof Frankfurter Allee liegt unmittelbar nördlich der Straße. Eine direkte Umsteigemöglichkeit zwischen S- und U-Bahn wurde allerdings mit dem Bau der Untergrundbahn 1930 nicht verwirklicht.

### Radverkehr

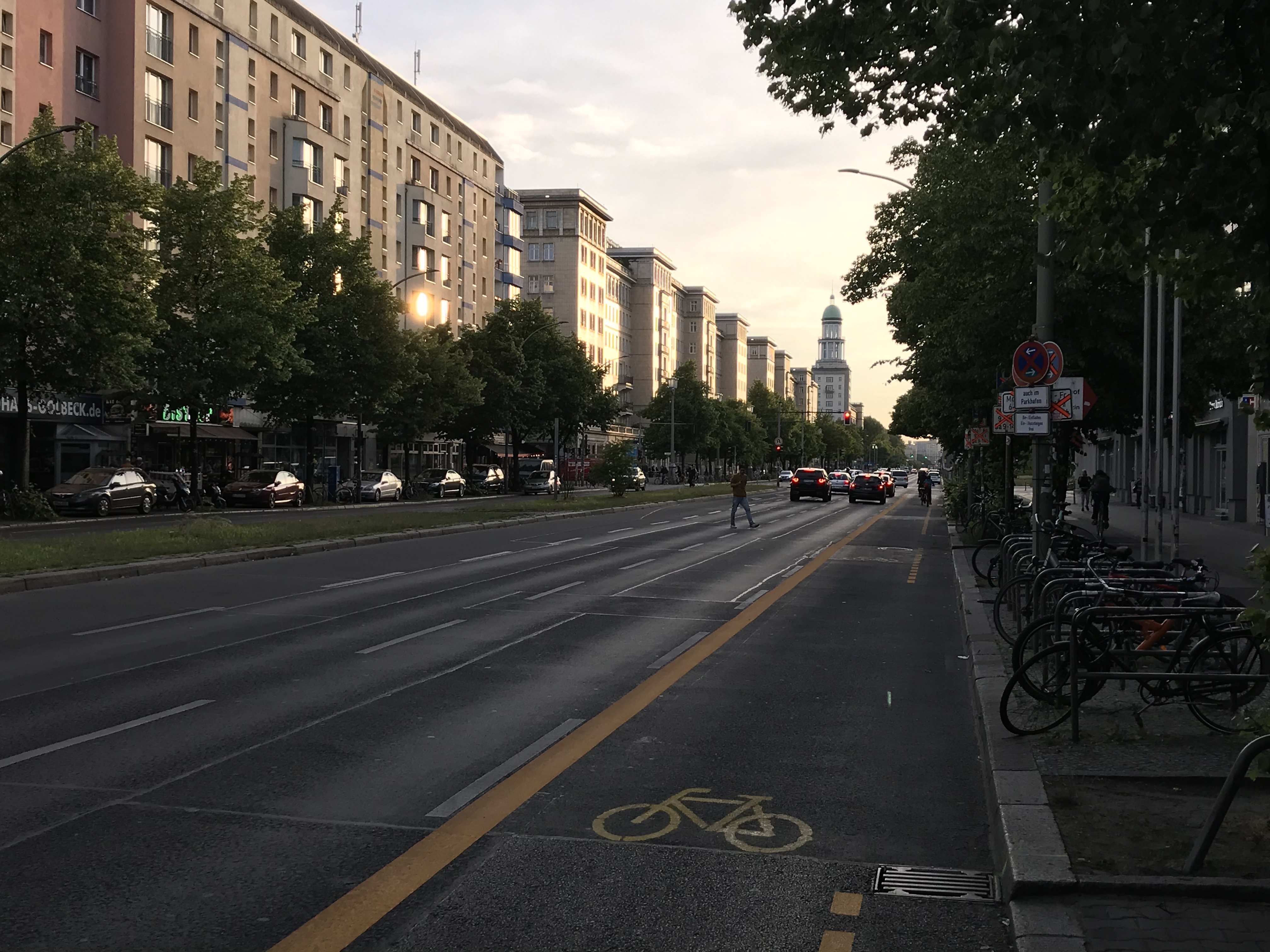
Pop-up-Radweg auf der Frankfurter Allee

An der Frankfurter Allee befindet sich seit 2016 eine von 17 in Berlin festinstallierten automatischen Radzählstellen. Unter allen mit einer Zählstelle versehenen Plätzen der Stadt, ist die Straße der am sechststärksten vom Radverkehr frequentierte Ort. Auf der Frankfurter Allee existieren teilweise ältere rot gepflasterte Hochbord-Radwege. Besonders im Bereich der U-Bahn-Ausgänge führten diese zu Konflikten zwischen dem Radverkehr und dem Fußverkehr. Im Juni 2016 wollte die Senatsverwaltung für Stadtentwicklung und Wohnen unter dem damaligen Verkehrssenator Andreas Geisel (SPD) prüfen, den rechten der drei Fahrstreifen stadtauswärts über etwa einen Kilometer Länge für den Radverkehr freizugeben und die Geschwindigkeit auf 30 km/h zu begrenzen, um die Straße fahrradfreundlicher zu gestalten und die Feinstaubbelastung zu reduzieren. Die CDU kündigte „massiven Widerstand“ gegen die Pläne an, woraufhin sie nicht weiter verfolgt wurden. Nach Plänen des rot-rot-grünen Senats aus dem Jahr 2018 sollte auf dem Abschnitt zwischen der Niederbarnimstraße und der Jessnerstraße ein Fahrstreifen zum Radweg umgebaut werden. Im Rahmen eines bundesweiten Pilotversuchs des Bundesverkehrsministeriums, wurde im April 2019 in neun Städten, darunter an fünf Kreuzungen in Berlin, die Regelung „Rechts abbiegen für Radfahrer frei“ eingeführt. Die Frankfurter Allee Ecke Gürtelstraße ist eine dieser Kreuzungen. Dort wurde das freie Rechtsabbiegen von der Frankfurter Allee in die Gürtelstraße zugelassen.
Im Mai 2020 wurde zwischen der Voigt- und der Proskauer Straße ein Pop-up-Radweg eingerichtet, rund 20 Parkplätze entfielen dafür. Es handelte sich dabei um den zehnten der wegen der COVID-19-Pandemie kurzfristig eingerichteten Radwege in Berlin.

## Bauwerke

### Denkmalgeschützte Häuser und Anlagen
- Frankfurter Allee 1–27 und 2–26: Stalinallee Block G nach Plänen des Architekten Hanns Hopp[13]
- Frankfurter Allee 40: Wohn- und Geschäftshaus aus dem Jahr 1907, Architekten Hans Liepe und Oscar Garbe[14]
- Frankfurter Allee 82–84: Wohn- und Geschäftshäuser von etwa 1905[15]
- Frankfurter Allee 96,[16] 151,[17] und 286[18]
- Frankfurter Allee 100: Wasserpumpe, befindet sich heute in der Jessnerstraße 10[19]
- Fischerbrunnen Ecke Möllendorffstraße[20]

### Weitere erwähnenswerte Bauwerke

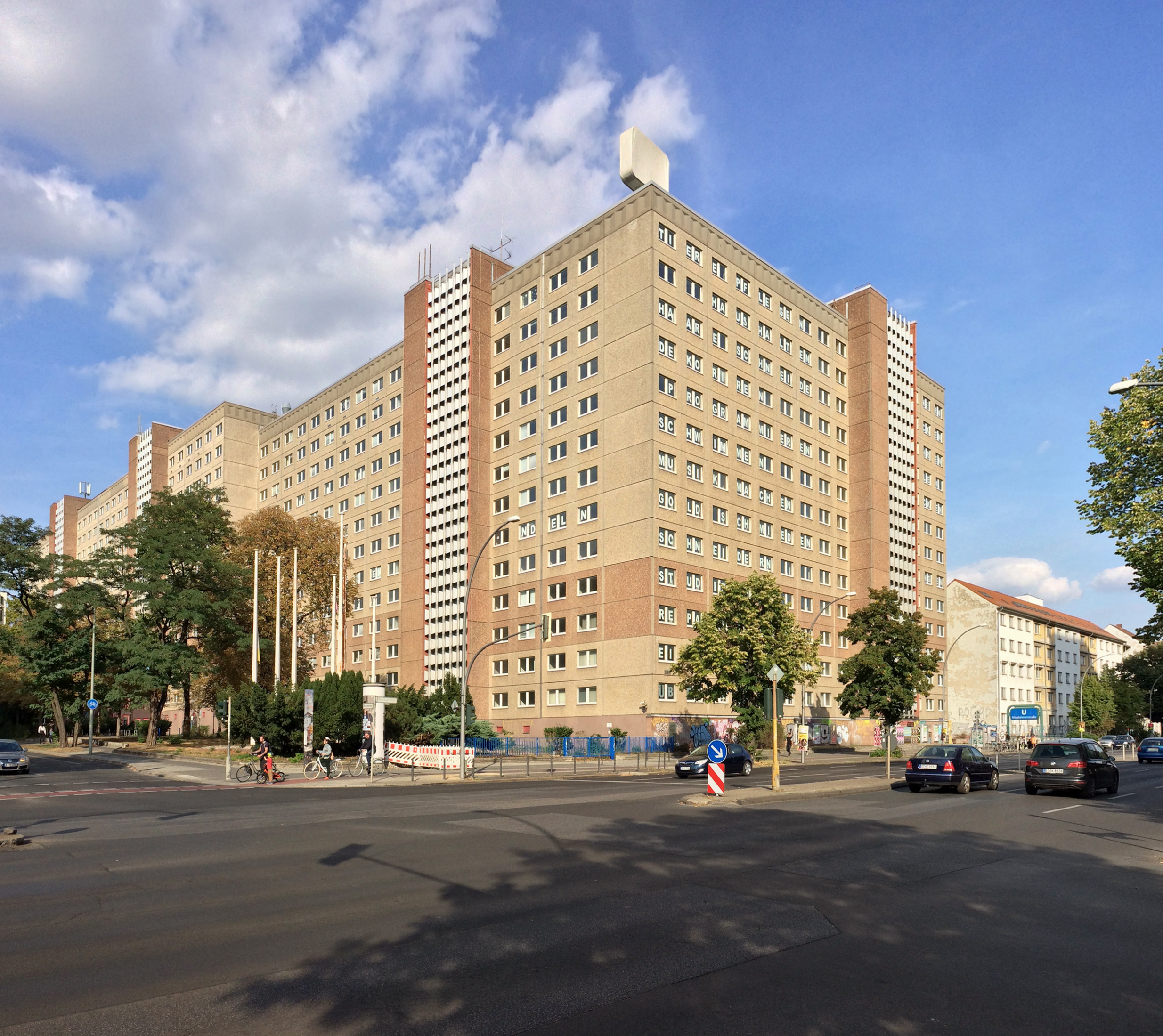
Ehemalige MfS-Zentrale an der Ecke der Ruschestraße

- Rathaus-Passage Friedrichshain (Nr. 35–37) (von mehreren Architekten nach der politischen Wende geplant und von der Bayerischen Immobilien AG bis 1995 errichtet),

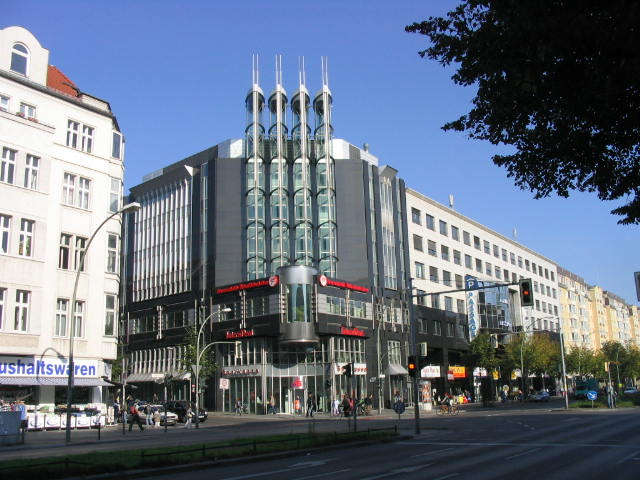
Geschäftshaus Quasar

- Zentrale des Ministeriums für Staatssicherheit (MS) mit dem Sitz des Ministers im Häuserblock zwischen Frankfurter Allee, Magdalenenstraße, Normannenstraße und Ruschestraße,
- Geschäftshaus Quasar nach Plänen des japanischen Architekten Shin Takamatsu an der Ecke Voigtstraße und dicht daneben das Plaza, 1991–1994 bzw. 1993–1995 gebaut,
- drei Gebäude des Ring-Center, ab 1995 errichtet (Ringcenter I anstelle der früheren Ringbahnhalle, die westlich der Ringbahn lag)
- ein größerer Plattenbau unter der Adresse Frankfurter Allee 216
 Es handelt sich um ein in der DDR-Zeit errichtetes mehrgeschossiges langgestrecktes Bürogebäude auf der Südseite der Frankfurter Allee unmittelbar westlich vor dem Gelände des Bahnhofs Lichtenberg. Hier wurde in den 1970er Jahren ein Verwaltungsgebäude neben dem früheren Rangierbahnhof begonnen. Wegen des nachgebenden Untergrundes standen die zuerst errichteten Fahrstuhlschächte einige Jahre, bevor der Weiterbau erfolgte. Ende der 1980er Jahre war der Bau bezugsfertig und diente verschiedenen Reichsbahnstellen als Dienstsitz. Nach der Wiedervereinigung Deutschlands kam er in das Eigentum der Deutschen Bahn, die ihn allerdings nicht weiter nutzte. So stand das Haus einige Jahre leer, bis die Privatinvestoren Lutz Lakomski und Arndt Ulrich es im Jahr 2009 erwarben. Die Bauherren, bereits im Sanieren anderer Gebäude in ganz Berlin erfolgreich (ehemaliges Kaufhaus auf dem Anton-Saefkow-Platz, frühere Zuckerwarenfabrik in der Konrad-Wolf-Straße), ließen den Trakt vollständig entkernen und zu einem Wohngebäude für Studierende und Alleinstehende ausbauen. Der Bau mit der Bezeichnung Q216 verfügt über 438 Ein-Zimmer-Wohnungen und wird seit Herbst 2012 vermietet.[21]

## Stolpersteine
In der Frankfurter Allee wurden mehrere Stolpersteine verlegt (siehe Liste der Stolpersteine in Berlin-Friedrichshain).